# اندی مک براید
اندی مک براید (انگلیسی: Andy McBride؛ زادهٔ ۱۵ مارس ۱۹۵۴) بازیکن فوتبال اهل بریتانیا است.
از باشگاه‌هایی که در آن بازی کرده‌است می‌توان به باشگاه فوتبال کریستال پالاس اشاره کرد.